# 赤沢村 (岩手県)
赤沢村（あかざわむら）は、昭和30年（1955年）まで岩手県紫波郡にあった村。現在の紫波町赤沢・北田・遠山・船久保・紫野・山屋にあたる。

## 沿革
- 明治22年（1889年）4月1日 - 町村制施行にともない、赤沢村・北田村・遠山村・船久保村・紫野村・山屋村の計6か村が合併して新制の赤沢村が発足。
- 昭和30年（1955年）1月1日 - 日詰町・赤石村・佐比内村・志和村・長岡村・彦部村・古館村・水分村と合併し、紫波町となる。

## 行政

### 歴代村長
| 代 | 氏名         | 就任                       | 退任                       | 備考 |
| -- | ------------ | -------------------------- | -------------------------- | ---- |
| 1  | 梅沢直吉     | 明治22年（1889年）5月10日  | 明治28年（1895年）6月10日  |      |
| 2  | 山田理右衛門 | 明治29年（1896年）6月9日   | 明治30年（1897年）7月9日   |      |
| 3  | 藤原庄太郎   | 明治30年（1897年）7月14日  | 明治31年（1898年）1月1日   |      |
| 4  | 遠山駒吉     | 明治31年（1898年）2月5日   | 明治34年（1901年）4月10日  |      |
| 5  | 工藤儀八     | 明治34年（1901年）7月17日  | 明治35年（1902年）7月3日   |      |
| 6  | 梅沢勘五郎   | 明治35年（1902年）12月22日 | 明治37年（1904年）12月10日 |      |
| 7  | 工藤与市     | 明治37年（1904年）12月27日 | 明治38年（1905年）11月1日  |      |
| 8  | 小林茂直     | 明治38年（1905年）11月3日  | 明治39年（1906年）12月11日 |      |
| 9  | 星川近礼     | 明治40年（1907年）4月9日   | 明治42年（1909年）7月15日  |      |
| 10 | 田村熊太郎   | 明治42年（1909年）7月29日  | 明治43年（1910年）5月19日  |      |
| 11 | 国分儀助     | 明治43年（1910年）5月20日  | 明治43年（1910年）6月23日  |      |
| 12 | 似里常吉     | 明治43年（1910年）6月24日  | 大正11年（1922年）9月8日   |      |
| 13 | 工藤与市     | 大正11年（1922年）11月24日 | 昭和8年（1933年）12月31日  | 再任 |
| 14 | 阿部平太     | 昭和9年（1934年）1月1日    | 昭和11年（1936年）8月27日  |      |
| 15 | 中村直太郎   | 昭和11年（1936年）9月3日   | 昭和19年（1944年）9月2日   |      |
| 16 | 工藤浅吉     | 昭和19年（1944年）9月17日  | 昭和21年（1946年）11月25日 |      |
| 17 | 遠山慶次郎   | 昭和22年（1947年）4月5日   | 昭和30年（1955年）3月31日  |      |